# I studenti
I studenti è una commedia di Ludovico Ariosto scritta tra il 1518 ed il 1519.
Fu ambientata nel mondo universitario ed è incompiuta, interrotta all'inizio del IV atto.
Ariosto abbozzò solamente l'opera che fu successivamente completata in modo diverso dal fratello Gabriele che scrisse "La Scolastica" e dal figlio Virginio che scrisse "L'imperfetta". La prima fu pubblicata a Venezia nel 1547, mentre della seconda si ha solo una testimonianza nel manoscritto Magliabechiano VII, 6, 86.

## Trama

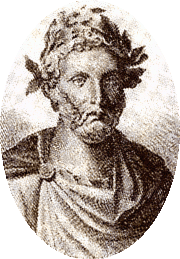
Tito Maccio Plauto

Per lo sviluppo dell'intreccio, Ariosto si rifà alle vicende delle sue precedenti commedie Cassaria e I suppositi. Il modello è quello del teatro latino, ovvero le matasse intricate tese dagli scrittori Tito Maccio Plauto e Publio Terenzio Afro riguardo alle vicissitudini e alle peripezie dovute a vari scambi di persona dei protagonisti.
Nella storia, ambientata a Ferrara, i protagonisti sono due giovani scolari di nome Claudio ed Eurialo i quali per arrivare al loro oggetto del desiderio, la bella Ippolita figlia del vecchio avaro Bonifazio, sono costretti ad ordire un inganno ai suoi danni. Infatti fortunatamente i due studenti possiedono due servitori astuti di nome Accursio e Pistone che usano per scambiare i loro ruoli: i due giovani si spacceranno per due grezzi contadini che si faranno assumere da Bonifazio, mentre i servitori prenderanno il posto dei padroni come scolari. Tuttavia l'illusione dei quattro personaggi di poter interpretare alla perfezione i nuovi costumi sarà impossibile e l'inganno presto verrà a galla.